# Hugo Kołłątaj

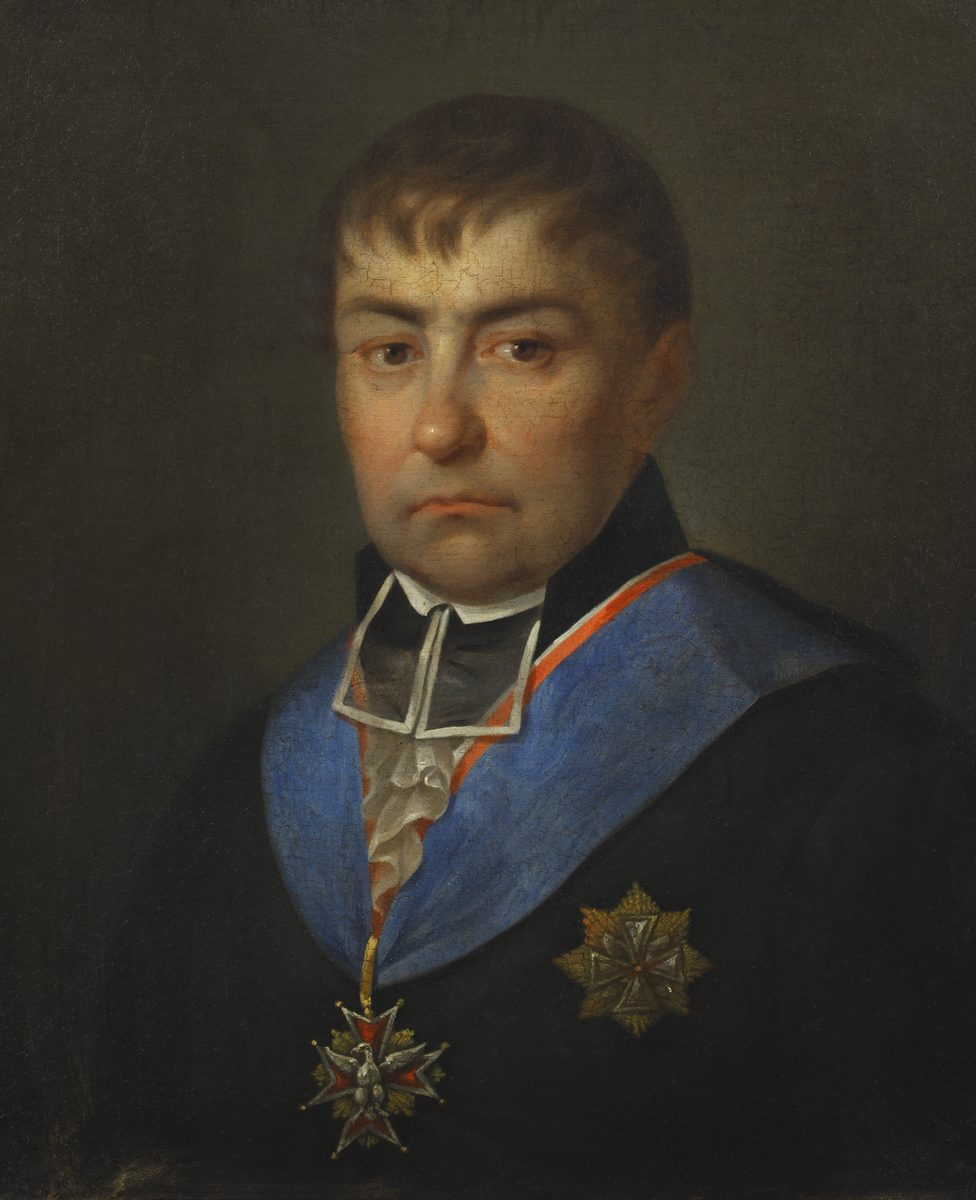
Jan Pfeiffer, Portret Hugona Kołłątaja z 1810 r.

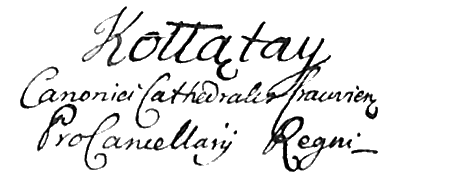
Autograf Hugona Kołłątaja

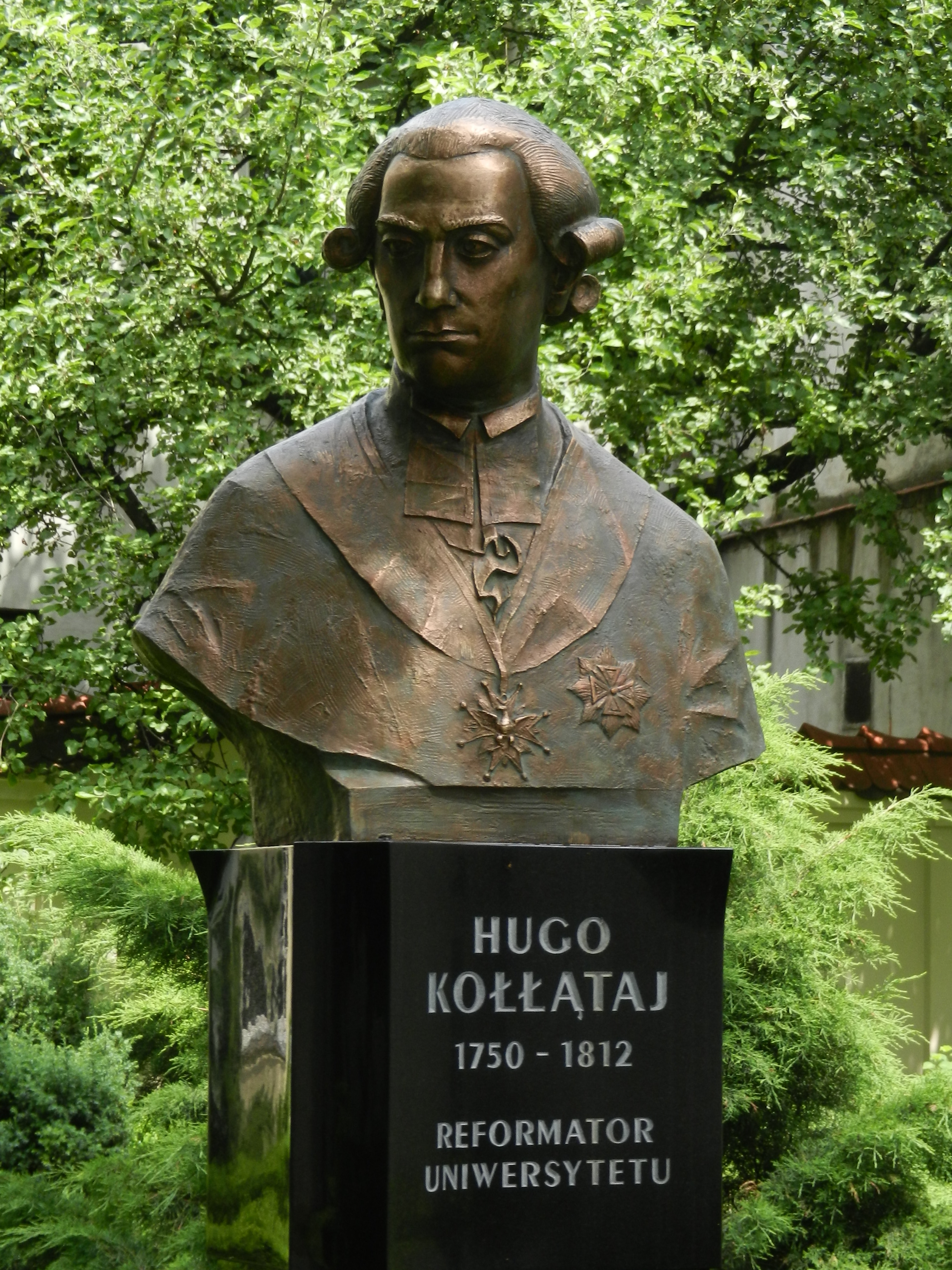
Popiersie Hugona Kołłątaja na dziedzińcu Collegium Kołłątaja UJ w Krakowie

Hugo Stumberg Kołłątaj herbu Kotwica, inna forma nazwiska: Kołłontay, ps. i krypt.: Anonim; Jeden Obywatel; H. K.; X. H. K.(?) (ur. 1 kwietnia 1750 w Dederkałach Wielkich, zm. 28 lutego 1812 w Warszawie) – polski polityk, mąż stanu, publicysta oświeceniowy, pisarz polityczny, katolicki prezbiter, kanonik, satyryk, poeta, geograf, historyk. W latach 1782–1786 rektor Szkoły Głównej Koronnej, referendarz wielki litewski od 1786, podkanclerzy koronny od 1791, radca wydziału skarbu Rady Najwyższej Narodowej w 1794. Jeden z twórców Konstytucji 3 maja.

## Życiorys
Urodzony w średniozamożnej rodzinie szlacheckiej Antoniego herbu Kotwica i Marianny z Mierzeńskich; chrzest 3 maja 1750 w kościele oo. reformatów w Dederkałach Wielkich. W 1756 nastąpiła przeprowadzka rodziny Kołłątajów do Nieciesławic w dawnym powiecie stopnickim w województwie sandomierskim. Początkową edukację odebrał w szkołach w Pińczowie, a następnie kształcił się na Akademii Krakowskiej, gdzie uzyskał stopień doktora filozofii (1768). Około 1765 zdecydował się na wybór stanu duchownego. W latach 1770–1774 studiował w Wiedniu, a później w Rzymie, gdzie uzyskał doktorat z prawa i teologii oraz przyjął święcenia kapłańskie. Po powrocie do Polski został kanonikiem krakowskim. Był kapłanem w Pińczowie i Krzyżanowicach Dolnych, członkiem Towarzystwa do Ksiąg Elementarnych, współpracownikiem Komisji Edukacji Narodowej oraz twórcą planu rozbudowy szkół w całym kraju. W latach 1777–1780 z ramienia KEN dokonał reformy Akademii Krakowskiej – wprowadził między innymi wykłady z nauk przyrodniczych i literatury polskiej, uporządkował sprawy majątkowe akademii, a także ułatwił rozwój postępowych idei i poprawił poziom naukowy uczelni. W latach 1782–1786 pełnił funkcję rektora. Przeciwny reformie Uniwersytetu Krakowskiego biskup Kajetan Ignacy Sołtyk nie uznawał jego nominacji na kanonika kapituły krakowskiej, w 1781 ekskomunikował go i pozbawił beneficjów.
Do Warszawy przeniósł się w 1779. Tam zamieszkał w kamienicy pod numerem 21A w zachodniej pierzei Rynku Starego Miasta. Został powołany na referendarza  wielkiego litewskiego i włączył się w życie polityczne, nawiązując kontakty ze środowiskiem patrycjatu miejskiego (później m.in. z prezydentem Warszawy Janem Dekertem) i przedstawicielami kształtującego się stronnictwa patriotycznego (Ignacy Potocki, Stanisław Małachowski). W okresie Sejmu Czteroletniego uprawiał publicystykę propagującą idee reformy ustroju, dziedziczności tronu, przyznania praw politycznych mieszczaństwu oraz reorganizacji sposobów sprawowania władzy. Niektóre jego utwory zawierały przemyślaną koncepcję urządzenia państwa nowoczesnego, praworządnego i rozwijającego rodzime tradycje wolności oraz stopniowo realizowanej demokratycznej równości stanów. Zgromadził tam prężny zespół publicystów nazwany przez przeciwników kuźnicą kołłątajowską, w którym działali m.in. Franciszek Ksawery Dmochowski i Franciszek Salezy Jezierski. Krytykowali oni przestarzałą strukturę polityczną i społeczną Rzeczypospolitej. W 1786 został odznaczony Orderem Świętego Stanisława, a w 1791 został kawalerem Orderu Orła Białego.
Był członkiem konfederacji Sejmu Czteroletniego. Uczestniczył w tworzeniu Konstytucji 3 maja. W czasie Sejmu Czteroletniego należał do najaktywniejszych działaczy stronnictwa patriotycznego. 29 kwietnia 1791 roku w ratuszu Starej Warszawy przyjął obywatelstwo miejskie.
W rozprawie politycznej Do Stanisława Małachowskiego [...] Anonima listów kilka sformułował plan reformy państwowej mający swój wyraz w Konstytucji 3 maja, po której uchwaleniu Kołłątaj został mianowany podkanclerzym koronnym (1791) i założył Zgromadzenie Przyjaciół Konstytucji Rządowej. W czasie wojny polsko-rosyjskiej na zebraniu Straży Praw 23 lipca 1792 roku nakłaniał króla Stanisława Augusta Poniatowskiego do jak najszybszego przystąpienia do konfederacji targowickiej, do której sam zgłosił zamiar przystąpienia. Wystraszony postawą tłumów, które protestowały przeciwko akcesowi do konfederacji, uciekł w nocy z 24 na 25 lipca ze stolicy.
Przygotowywał i uczestniczył w insurekcji kościuszkowskiej, wchodząc w skład Rady Najwyższej Narodowej, obejmując w niej Wydział Skarbu i prezentując bardziej radykalne poglądy niż w okresie Konstytucji 3 Maja. Pod koniec powstania kościuszkowskiego po szturmie Pragi 4 listopada 1794 Hugo Kołłątaj potajemnie opuścił Warszawę. 6 grudnia 1794 został aresztowany z rozkazu cesarskiego przez starostę przemyskiego Luegera na rogatkach Przemyśla, w drodze przez Galicję i Węgry do Wenecji. Osadzony w areszcie, po sześciu dniach został przewieziony do więzienia w Ołomuńcu, a następnie do twierdzy Josephstadt, gdzie przebywał od 10 lutego 1795. 3 lipca 1798 powtórnie trafił do więzienia ołumunieckiego, gdzie napisał wielkie dzieło natury geograficznej Rozbiór krytyczny zasad historii o początkach rodu ludzkiego. Dzieło to zostało wydane w trzech tomach, jednak dopiero w 1842. Było ono znakomitym na owe czasy systemem geografii ogólnej, pełnym świeżych i twórczych myśli. Kołłątaj jasno określał pojęcie czasu geologicznego i analizę procesów geologicznych, w czym wyprzedził Charlesa Lyella, a analizą wpływów środowiska na społeczeństwo dał podwaliny pod system antropogeografii, wyprzedzając tym sposobem m.in. Friedricha Ratzela.
Po licznych zabiegach rodziny, władze austriackie zgodziły się na jego uwolnienie w grudniu 1802, pod warunkiem opuszczenia granic Cesarstwa. Kołłątaj udał się na Wołyń, gdzie był współtwórcą Liceum Krzemienieckiego. W latach 1807–1808 podejrzany o kontakty z Napoleonem, został wywieziony i przetrzymywany w Moskwie przez Rosjan. W latach 1809–1812 był członkiem rzeczywistym Towarzystwa Warszawskiego Przyjaciół Nauk.
Ostatnie lata życia przebywał w Księstwie Warszawskim. Zmarł po długiej i ciężkiej chorobie. W opiniach potomnych i badaczy pozostał postacią kontrowersyjną: z jednej strony powtarzano oskarżenia i zarzuty dotyczące defraudacji skarbu, zarzucano mu też radykalizm poglądów i działania w duchu jakobińskim, podburzające lud Warszawy do bezprawnych czynów, z drugiej zaś strony, podnoszono jego zasługi w unowocześnieniu szkolnictwa i przypisywano mu wielką rolę w wykrystalizowaniu, sformułowań i upowszechnieniu programu reform politycznych. Kołłątaj był niewątpliwie postacią wybitną, myślicielem śmiałym i konsekwentnym, a zarazem człowiekiem o biografii nacechowanej dramatyzmem. Pozostaje symbolem polskiego oświecenia w jego dążeniach do naprawy najważniejszych dziedzin życia zbiorowego i nadania im impulsów nowoczesnego rozwoju. Został pochowany na warszawskich Powązkach, ale urna z jego sercem została złożona w kościele w Wiśniowej, gdzie mieszkał jego brat, Rafał Kołłątaj.

## Twórczość
Jako publicysta zajmował się przede wszystkim nauką, oświatą i wychowaniem, a jego prace poruszające sprawy społeczne i władzy państwowej były podstawą Konstytucji 3 Maja. Postulował:
- dziedziczność tronu
- zniesienie liberum veto
- ogólne opodatkowanie
- zmniejszenie wpływów magnaterii
- sejm gotowy
- prawa dla mieszczan
- wolność dla chłopstwa (zamiana pańszczyzny na czynsz)

Pozostawił po sobie wiele utworów publicystycznych, niektóre z nich to:
- Listy Anonima (1788–1789)
- Prawo polityczne narodu polskiego (1790)
- O ustanowieniu i upadku Konstytucji 3 Maja[13] (1793)
- Uwagi nad tą częścią ziemi polskiej, którą od Traktatu Tylżyckiego zwać poczęto Księstwem Warszawskim[14] (1808)
- Stan oświecenia w Polsce w ostatnich latach panowania Augusta III
- Porządek fizyczno-moralny[15] (1810)
- Naukowe podstawy polityki
- Miasta i mieszczanie (wersja cyfrowa w PBI)
- Rozbiór krytyczny zasad historii o początkach rodu ludzkiego, czyli racjonalistycznie pojęty wstęp do historii[16] (1802–1806; tom I, wersja cyfrowa w PBI)

### Ważniejsze dzieła i utwory
1. Kopie listów pisanych od Anonima do JWJ. Mci pana Zamoyskiego, ekskanclerza koronnego, powst. 1776, z rękopisu wyd. W. Konopczyński: Pierwsze pismo polityczne Kołłątaja, Tygodnik Powszechny 1951, nr 17, rękopis: Biblioteka Czartoryskich, sygn. 968 (autorstwo niepewne)
2. Kazanie o gorliwości chrześcijańskiej, na dzień 8 maja pamiątką męczeństwa Ś. Stanisława biskupa krakowskiego, imieninami J. K. Mci i dorocznym obchodzeniem postanowienia orderu Kawalerów Św. Męczennika uroczysty. W kościele Ś. Krzyża... powiedziane[17], Warszawa 1776, rękopis: Biblioteka PAN Kraków, sygn. 177
3. O wprowadzeniu dobrych nauk do Akademii Krakowskiej i o założeniu seminarium nauczycielów szkół wojewódzkich, powst. 1776, ogł. (z redakcji późniejszej) Ł. Kurdybacha: Kuria rzymska wobec Komisji Edukacji Narodowej, Kraków 1949, s. 68-87; fragmenty przedr.: zobacz Wydania zbiorowe poz. 2-3; rękopis z roku 1776, Biblioteka Jagiellońska, sygn. 5171/31
4. Mowa... do Prześwietnej Komisji Edukacji Narodowej, imieniem młodzi polskiej miana, wygłosz. 1776; rękopis: Biblioteka PAN Kraków, sygn. 177; fragmenty wyd. zobacz Wydania zbiorowe poz. 3
5. Mowa... od Prześwietnej Komisji Edukacji Narodowej do Krakowskiej Akademii delegata. Dnia 15 maja roku 1777 (Kraków 1777), rękopis: Biblioteka PAN Kraków, sygn. 177

### Wybrane przekłady
- J. B. Cléry: Śmierć Ludwika XVI, króla francuskiego, z opisaniem ostatnich dni życia jego w więzieniu Temple... (red. hrabina Schomberg), brak miejsca wydania 1803; wyd. następne Gniezno 1871 (tłumacz ukryty pod krypt. X. H. K.; autorstwo przekładu sporne: G. Korbut i S. Krzemiński kwestionują autorstwo Kołłątaja)
- J. Zajączek: Pamiętnik albo historia rewolucji, czyli powstanie r. 1794, przekładu Hugona Kołłątaja: Histoire de la révolution de Pologne en 1794 par un témoin oculaire, Poznań 1862, Pamiętniki z XVIII W. nr 2; rękopis: Biblioteka PAN Kraków, sygn. 190, 997; Biblioteka Jagiellońska, sygn. 215; Biblioteka Kórnicka, sygn. 2663 (autorstwo przekładu niepewne).

### Wydania zbiorowe
1. Wybór pism, oprac. S. Rymar, Kraków 1912
2. Wybór pism politycznych, oprac. B. Leśnodorski, Wrocław (1952), Biblioteka Narodowa seria I, nr 140
3. Wybór pism naukowych, oprac. K. Opałek, Warszawa 1953.

## Opracowania monograficzne
1. Jan Śniadecki: Żywot literacki H. Kołłątaja, Wilno 1814, wyd. Henryk Barycz, Wrocław (1951), Biblioteka Narodowa seria I, nr 136
2. Wacław Tokarz: Ostatnie lata H. Kołłątaja t. 1-2, Kraków 1905
3. M. Janik: H. Kołłątaj. Monografia, Lwów 1913.

## Upamiętnienie
- Hugo Kołłątaj jest patronem Uniwersytetu Rolniczego w Krakowie.
- W Pińczowie[18], w Jordanowie (1966)[19], w Szamotułach (9 maja 1987)[20] oraz w Krotoszynie szkoły ponadpodstawowe przyjęły Hugona Kołłątaja za patrona.
- Kołłątaj został patronem szkół podstawowych w, m.in.,: Białymstoku[21], Błoniu[22], Gliniku Zaborowskim[23], Gliwicach[24], Mławie[25][26], Przeworsku[27], Uhowie[28], Warszawie[29], Wieszczętach[30].

- Jest patronem ławeczki w parku Ratuszowym w Krakowie w dzielnicy XVIII Nowa Huta, o czym informuje tabliczka. Patroni ławeczek w przestrzeni publicznej są wybierani w ramach projektu Kody Miasta realizowanego przez Krakowskie Biuro Festiwalowe, operatora tytułu Kraków Miasto Literatury UNESCO, którym Kraków został uhonorowany w 2013 roku[31][32].